# Peter Gerber
Peter Gerber (ur. 16 marca 1992 w Etobicoke) – kanadyjski łyżwiarz figurowy reprezentujący Polskę, startujący w parach tanecznych. Uczestnik mistrzostw świata i Europy, medalista zawodów międzynarodowych oraz mistrz Polski (2014). Zakończył karierę sportową w 2014 roku.

## Kariera
W latach 2001–2011 jego partnerką sportową była Baily Carroll. Do 2009 roku para reprezentowała Kanadę, a następnie Polskę. Gerber posiada podwójne obywatelstwo obu tych państw. W 2011 roku Carroll i Gerber zostali mistrzami Polski juniorów. 
W sierpniu 2012 Gerber rozpoczął jazdę z Justyną Plutowską. Para reprezentująca Polskę trenowała razem w Gdańsku od stycznia, zaś w czerwcu przenieśli się do Novi, żeby trenować pod okiem wybitnego trenera Igora Szpilbanda. Był to ich pierwszy sezon startów w kategorii seniorów. Oficjalnie zadebiutowali na zawodach U.S. International Classic 2012, gdzie zajęli 8. miejsce. Plutowska / Gerber zostali wicemistrzami Polski 2013, a w debiucie na mistrzostwach świata zajęli 27. miejsce. W kolejnym sezonie zostali mistrzami Polski 2014. Oprócz tego zajęli 16. lokatę na mistrzostwach Europy i 22. miejsce na mistrzostwach świata. Ich największym sukcesem było zwycięstwo w zawodach Bavarian Open i trzecie miejsce w Finlandia Trophy 2013 za duetami Virtue / Moir oraz Chock / Bates. Było to pierwsze od 16 lat podium Polaków na prestiżowych zawodach łyżwiarskich tej rangi w konkurencji par tanecznych. Para Plutowska / Gerber zakończyła współpracę w maju 2014.

## Osiągnięcia

### Z Justyną Plutowską (Polska)
| Zawody                     | 12–13          | 13–14          |                |                |                |                |                |                |                |                |                |                |                |                |                |                |                |
| Międzynarodowe             | Międzynarodowe | Międzynarodowe | Międzynarodowe | Międzynarodowe | Międzynarodowe | Międzynarodowe | Międzynarodowe | Międzynarodowe | Międzynarodowe | Międzynarodowe | Międzynarodowe | Międzynarodowe | Międzynarodowe | Międzynarodowe | Międzynarodowe | Międzynarodowe | Międzynarodowe |
| -------------------------- | -------------- | -------------- | -------------- | -------------- | -------------- | -------------- | -------------- | -------------- | -------------- | -------------- | -------------- | -------------- | -------------- | -------------- | -------------- | -------------- | -------------- |
| Mistrzostwa świata         | 27             | 22             |                |                |                |                |                |                |                |                |                |                |                |                |                |                |                |
| Mistrzostwa Europy         |                | 16             |                |                |                |                |                |                |                |                |                |                |                |                |                |                |                |
| Finlandia Trophy           | 7              | 3              |                |                |                |                |                |                |                |                |                |                |                |                |                |                |                |
| U.S. International Classic | 8              | 9              |                |                |                |                |                |                |                |                |                |                |                |                |                |                |                |
| Nebelhorn Trophy           |                | 10             |                |                |                |                |                |                |                |                |                |                |                |                |                |                |                |
| Bavarian Open              |                | 1              |                |                |                |                |                |                |                |                |                |                |                |                |                |                |                |
| Crystal Skate of Romania   | 6              |                |                |                |                |                |                |                |                |                |                |                |                |                |                |                |                |
| Ice Challenge              | 8              |                |                |                |                |                |                |                |                |                |                |                |                |                |                |                |                |
| Mentor Toruń Cup           | 5              |                |                |                |                |                |                |                |                |                |                |                |                |                |                |                |                |
| Krajowe                    |                |                |                |                |                |                |                |                |                |                |                |                |                |                |                |                |                |
| Mistrzostwa Polski         | 2              | 1              |                |                |                |                |                |                |                |                |                |                |                |                |                |                |                |

### Z Baily Carroll (Kanada, Polska)

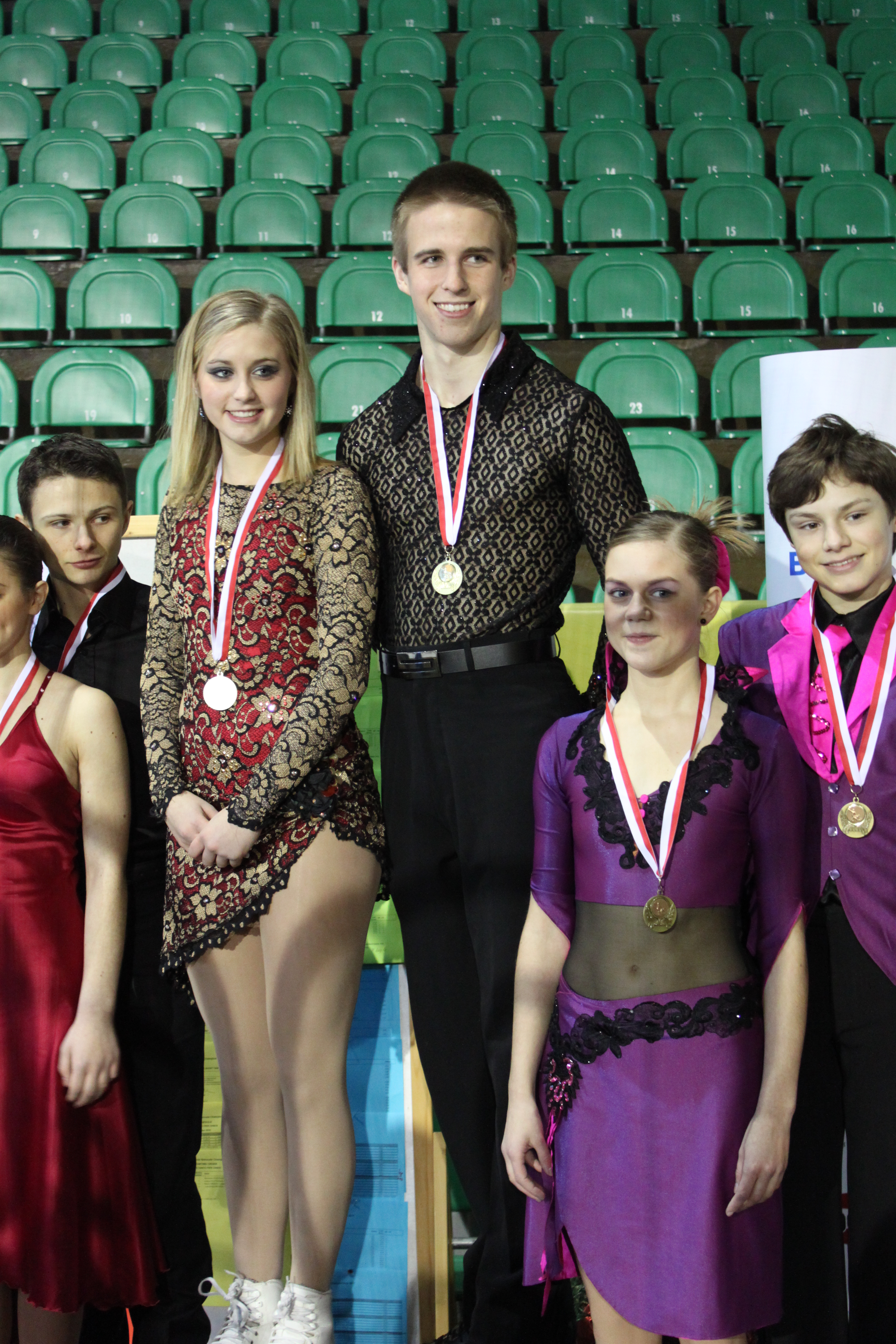
Carroll i Gerber (w środku) po zwycięstwie w mistrzostwach Polski juniorów 2011

|                                       | Kanada | Kanada | Polska | Polska | Polska |
| Zawody                                | 07–08  | 08–09  | 09–10  | 10–11  | 11–12  |
| Międzynarodowe: Kategorie młodzieżowe |        |        |        |        |        |
| Mistrzostwa świata juniorów           |        |        |        | 22     |        |
| JGP w Austrii                         |        |        |        | WD     |        |
| JGP na Łotwie                         |        |        |        |        | 12     |
| JGP w Polsce                          |        |        |        |        | 12     |
| JGP w Rumunii                         |        |        |        | 10     |        |
| Krajowe                               |        |        |        |        |        |
| Mistrzostwa Polski                    |        |        |        | 1 J    |        |
| Mistrzostwa Kanady                    |        | 6 N    | 4 N    |        |        |
| Central Ontario Sectionals            |        | 1 N    | 3 N    |        |        |
| Skate Canada Challenge                |        |        | 4 N    |        |        |
| SC Eastern Challenge                  | 5 PN   | 1 N    |        |        |        |